# Мои дорогие
«Мои дорогие» (укр. Любі мої) — мелодрама 1975 года о жизни в деревне.

## Сюжет
Фильм рассказывает о судьбе четырёх сестёр-доярок Петровых, проживающих в одной из советских деревень в середине 1970-х годов.
Тут и старшая Антонида, которой пришлось после смерти матери расстаться с любимым человеком и воспитывать трёх младших сестёр и которую они поэтому до сих пор ласково называют няней.
Тут и Шура, чей муж постоянно по работе разъезжает по стране и зовёт её каждый раз с собой, но она не хочет покидать любимую деревню и  уговаривает супруга остаться с ней.
Тут и Лида, которая, по-видимому, из-за породы Петровых постоянно рожает мужу только дочерей, тогда как он страстно желает парня.
Тут и младшая Маша, которая полностью замкнулась после смерти своего мужа-военного два года назад и поэтому постоянно даёт отпор ухаживающему за ней Володе.
Бывший любимый человек Антониды стал теперь известным певцом и выступает по телевидению. Удастся ли ей встретиться с ним вновь…

## В ролях
- Любовь Соколова — Антонида Степановна Петрова
- Люсьена Овчинникова — Шура Петрова
- Ирина Бунина — Лида Петрова
- Татьяна Сигарева — Маша Петрова
- Роман Громадский — Виктор / муж Лиды
- Михаил Кононов — Володя
- Владимир Меньшов — Иван / муж Шуры
- Юрий Белов — Григорий Никанорыч Меньшиков / Гриня
- Николай Смирнов — Константин Иванович
- Николай Слёзка — директор фабрики молока
- Елена Кузнецова — дочь Лиды Петровой
- Ирина Кораблёва — Галя, дочь Шуры
- Иван Матвеев — хлебороб

## Съёмочная группа
- Авторы сценария: Вера Кудрявцева
- Режиссёр-постановщик: Ярослав Лупий
- Операторы-постановщики: Геннадий Карюк и Виктор Крутин
- Художник-постановщик: Юрий Горобец
- Композитор: Леонид Афанасьев
- Текст песен: Игоря Шаферана

## Технические данные
- Производство: 1975 года, СССР, Одесская киностудия
- Художественный фильм, цветной, широкоэкранный (1.89:1), 67 мин.
- Снят на плёнке Шосткинского химкомбината «СВЕМА».
- Жанр: Мелодрама
- Оригинальный язык: русский